# Пляжний волейбол

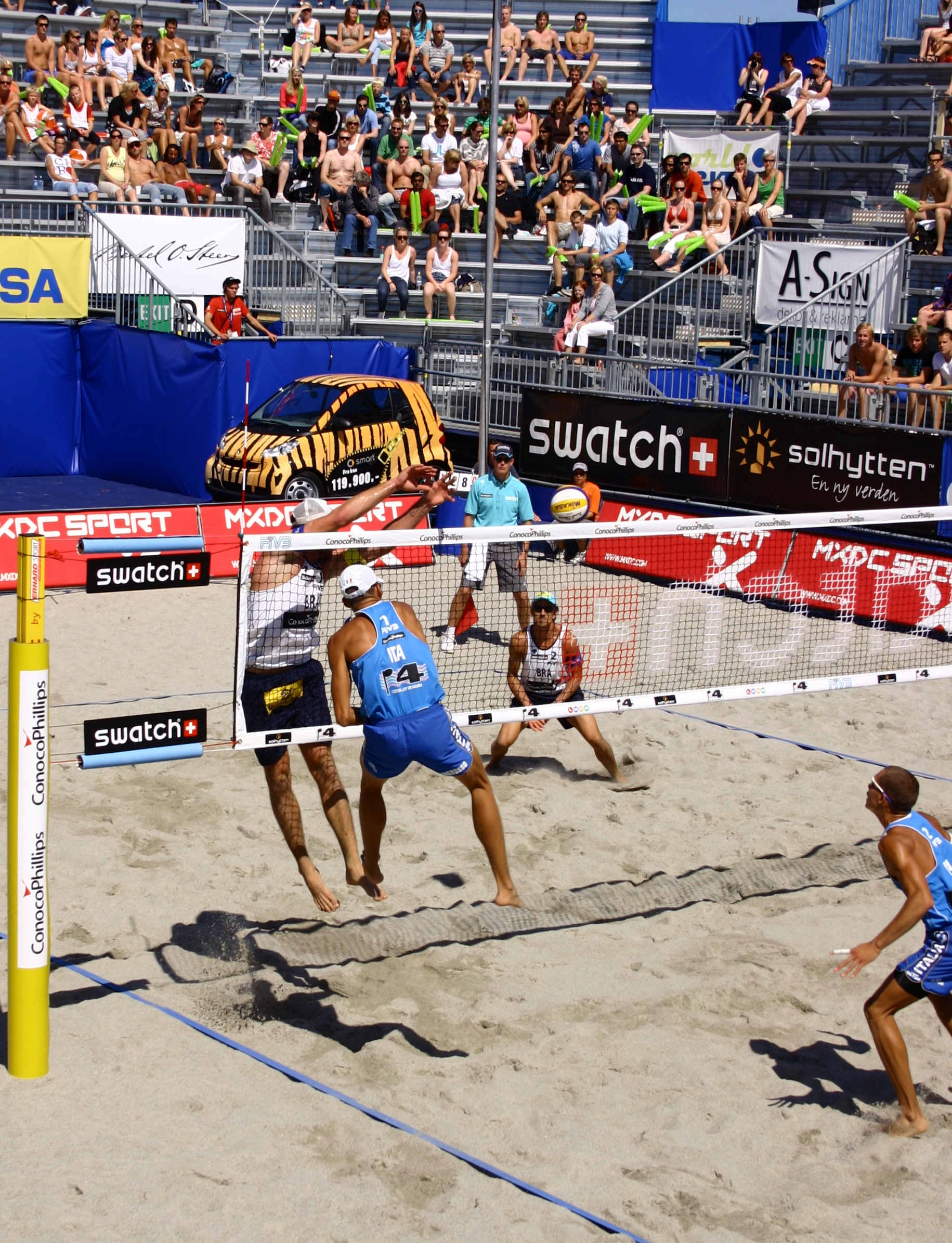
Змагання команд чоловіків

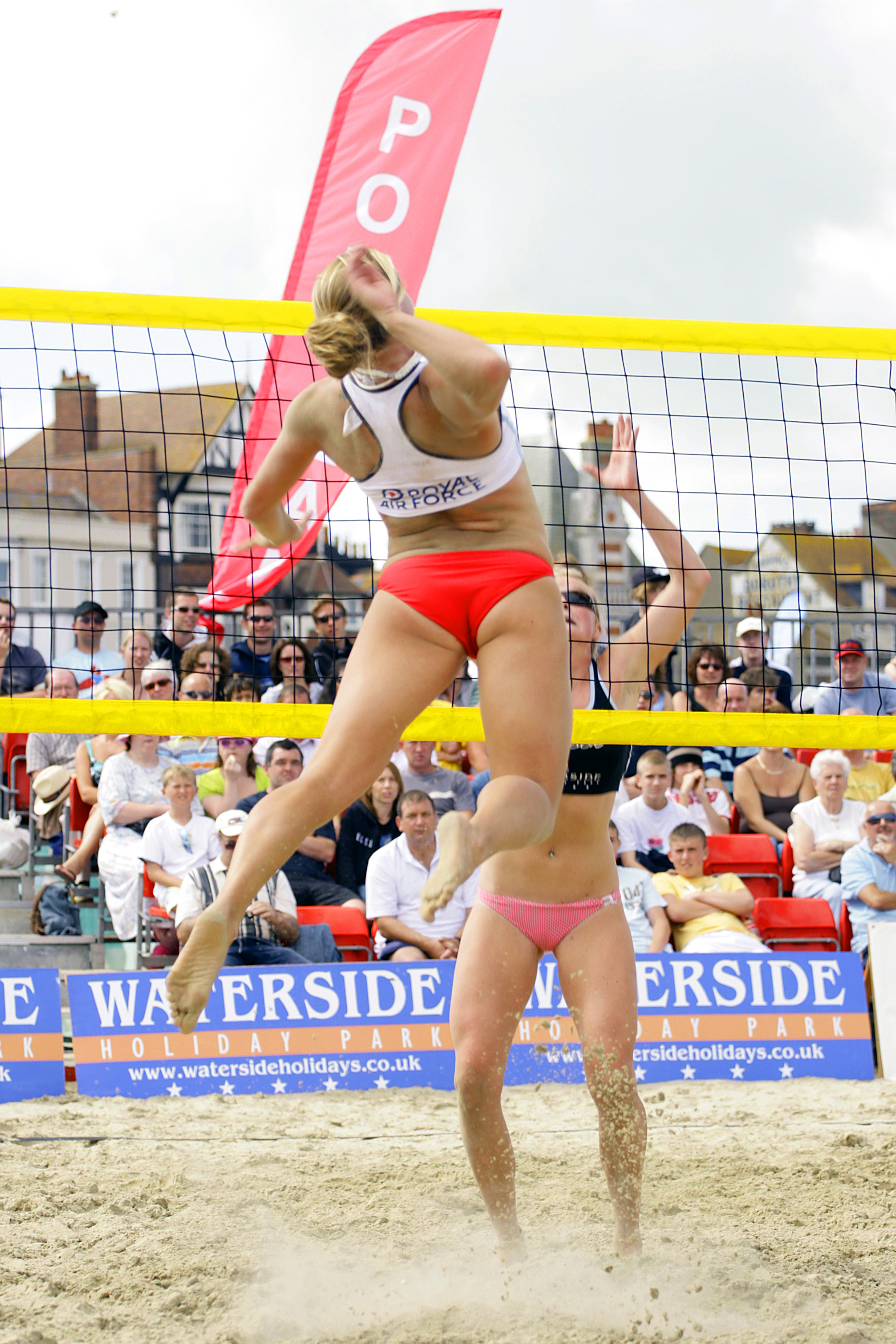
…і жінок

Пляжний волейбол — популярний вид спорту, гра на розділеному високою сіткою піщаному майданчику, в якому дві команди, що перебувають по різні боки сітки перекидають через неї м'яч, як правило, руками з метою приземлити його на чужій половині і не допустити падіння м'яча на своїй половині майданчика. Пляжний волейбол розвинувся як самостійний вид спорту з класичного волейболу. Між двома видами спорту існує багато спільного, але є й істотні відмінності в правилах і техніці гри.
Пляжний волейбол, окрім традиційних для волейболістів стрибучості, хорошої реакції, сили, відчуття м'яча, вимагає особливої атлетичності (у грі на піску спортсменам доводиться частіше здійснювати стрибки і ривки) і витривалості (матчі, в яких заміни гравців у командах правилами не передбачені, часто проходять в умовах високої температури, при яскравому сонці або при дощі і сильному вітрі, до того ж звичайною практикою є проведення однією командою декількох ігор на день). Важливою якістю для гравців є універсальність, адже команда в пляжному волейболі складається всього з двох гравців. Гравці не розділені за амплуа і розміщуються на майданчику вільно. Проте зараз у багатьох командах можна виділити високого блокувальника і нижчого, але рухливішого захисника (догравача), звільненого від роботи на блоці.
Головним керівним органом у пляжному волейболі є Міжнародна рада з пляжного волейболу, що входить до складу FIVB, — Міжнародної федерації волейболу.
Волейбол пляжний є олімпійським видом спорту. Від 1996 року пляжний волейбол присутній у програмі змагань Олімпійських ігор.
Найбільшими змаганнями, окрім олімпійських турнірів, є чемпіонати світу, що проводяться один раз на два роки; Світовий тур — щорічне комерційне змагання, що складається з декількох етапів, організоване аналогічно тенісним ATP- і WTA-турам; турніри, що проводяться регіональними конфедераціями, що входять до FIVB.

## Методичні рекомендації щодо проведення змагань з пляжного волейболу
Вступ
Пляжний волейбол — спортивна гра, у яку грають дві команди, із двох чоловік кожна, на піщаному майданчику, розділеному сіткою.
Ціль гри для кожної команди — перебити м'яч через сітку, щоб він торкнувся майданчика на стороні суперника і не допустити падіння м'яча на майданчик на своїй стороні.
М'яч уводиться у гру гравцем, що подає. Гравець, що подає, ударяючи м'яч кистю або передпліччям, щоб він перелетів через сітку на сторону суперника.
Команда має право вдарити по м'ячу тричі, щоб повернути його на сторону супротивника.
Гравець не може вдарити по м'ячу двічі підряд (виключення: після блоку й при першому торканні).
Розіграш м'яча триває доти, поки м'яч не торкнеться майданчика, покине межі майданчика або команда зробить помилку. У пляжному волейболі команда, що виграла розіграш, одержує очко (система «кожен розіграш очко»). Коли приймаюча команда виграє розіграш, вона одержує очко й право подавати — це називається перехід подачі. Гравці, що подають, повинні увесь час мінятися при переході подачі.
У пляжному волейболі матч грається з 2-х партій. При рахунку партій 1:1 грається третя, вирішальна партія.
Перші дві партії граються до 21 очка. Команда, що першою набирає 21 очко (при різниці в 2 очка) виграє партію. При рахунку 20:20 гра триває доти, поки рахунок не досягне різниці у два очка. Тут немає обмеження рахунку. Команда, що виграє дві партії, виграє матч.
Вирішальна партія: при рахунку 1:1 після перших двох партій грається третя вирішальна партія. Щоб виграти третю партію, команда повинна набрати 15 очка при різниці в 2 очка. При рахунку 14:14 гра триває доти, поки рахунок не досягне різниці у два очка. Тут також немає обмеження рахунку.
Розділ 1. Обладнання ігрового поля
Ігрове поле включає ігровий майданчик та вільну зону. Ігровий майданчик — прямокутник, розмірами 16×8 м, оточений вільною зоною шириною мінімум 3 м. Будь-які перешкоди, що перебувають над майданчиком повинні бути на висоті не менше 7 м від ігрової поверхні.
Поверхня ігрового майданчика повинна бути покрита піском. Поверхня повинна бути на скільки можливо гладкою та однорідною, без камінців, черепашок та інших включень, які можуть поранити або травмувати гравців.
Ігрова поверхня не повинна представляти ніякої небезпеки з погляду травмування гравців.
Ігровий майданчик обмежується  двома бічними та двома лицьовими лініями.   Ті й інші входять у розміри ігрового майданчика. Всі лінії шириною 5-, причому   повинні бути такого кольору, що різко контрастують з кольором піску. Лінії повинні бути прокладені стрічками, зробленими із пружного (еластичного) матеріалу. Кріплення ліній повинні бути також зроблені з м'якого, пружного матеріалу, що не травмувати гравців.
Зона подачі — це площа за лицьовою лінією в межах продовження бічних ліній. У довжину зона подачі — до кінця вільної зони.
Сітка довжиною 9,5 м і шириною 1м (±), у туго натягнутому стані, розташована вертикально по осі над центром майданчику. Висота сітки повинна бути  – для чоловіків й  - для жінок. На протилежні сторони сітки з боку зовнішнього краю обмежувальних стрічок прикріплюються дві антени. Кожна антена представляє собою гнучкий прут довжиною  d=10 мм розмічений смугами контрастних кольорів, переважно білого і червоного, шириною 10 см та піднімається над сіткою на
В залежності від віку учасників висота сітки може змінюватись у відповідності до таблиці 1.
| Вік учасників       | Висота сітки для дівчат (м) | Висота сітки для хлопців (м) |
| 16 років та молодші | 2.24                        | 2.43                         |
| 14 років та молодші | 2.12                        | 2.35                         |
| 12 років та молодші | 2.00                        | 2.35                         |

Стійки, що підтримують сітку повинні бути круглими та гладкими, висотою 2,55 м, бажано, щоб вони регулювалися по висоті. Вони повинні бути укріплені в землі на рівній відстані 0,7-  від кожної бічної лінії.
Розділ 2. УЧАСНИКИ
Команда складається винятково із двох гравців. Тільки два гравці, реєструються у протоколі та можуть брати участь у матчі. Один з гравців команди  є капітаном. Перед матчем капітан команди: а) підписує протокол; б) представляє свою команду в жеребкуванні. Після закінчення матчу засвідчує результати, підписуючи протокол.
Форма гравців складається із шортів або купального костюма. Майка або «топ» необов'язкові, якщо це спеціально не обговорено регламентом турніру. Гравці можуть мати головні убори. Гравці повинні грати босоніж, якщо інше не дозволено суддями. Майки гравців або шорти (якщо їм дозволено грати без майок) повинні мати номера 1 й 2. Номер повинен бути поміщений на груди (або попереду на шортах).
Головний суддя може дозволити одному або декільком гравцям: а) грати в шкарпетках або в взутті; б) змінити вологу майку на суху між партіями, за умови, що остання буде відповідати регламенту турніру.
Заборонено надягати будь-які предмети, які можуть викликати травму, такі як ювелірні прикраси, значки, браслети й т.д. Гравці можуть на свій власний ризик грати в окулярах.
Учасники повинні поважати рішення арбітра й приймати їх без обговорення. У випадку сумніву  можна попросити пояснення.
Під час матчу обом гравцям ДОЗВОЛЕНО звертатися до суддів, поки м'яч перебуває поза грою в трьох наступних випадках: а) попросити пояснення (інтерпретацію) застосованого правила. Якщо пояснення не задовольнило гравців, потрібно негайно вказати судді, що вони скористаються своїм правом після матчу записати до протоколу свою незгоду, як офіційний протест;
б) попросити дозволу:
- змінити форму;
- уточнити номер гравця, що подає;
- перевірити сітку, м'яч, поверхню піску тощо;
- поправити обмежувальну лінію на майданчику.
в) попросити перерву.
Примітка: Гравці повинні одержати дозвіл суддів, щоб покинути майданчик.
Наприкінці матчу: а) обоє гравців дякують суддям і суперникам;
б) якщо попередньо було заявлено про незгоду з рішенням суддів, гравець має право підтвердити його, записавши до протоколу протест.
Розділ 3. Виграш очка, партії, матчу
У матчі перемагає команда, що виграє дві партії. У випадку рахунку за партіями 1:1 команди грають третю вирішальну партію. Виграш у перших двох партіях отримує команда, що першою набере 21 очко при різниці мінімуму два очка. При рахунку 20:20, гра продовжиться до різниці у два очка (22:20,23:21 і т. д.). Обмеження рахунку немає.
Якщо рахунок за партіями 1:1, команди грають третю вирішальну партію. Партію виграє команда, що першою набере 15 очок, при різниці мінімум у два очка. При рахунку 14:14,гра триває до різниці у два очки (16:14,17:15 і т. д.).
Тут також немає обмеження рахунку.
Виграш розіграшу м'яча: Якщо команда не подала подачу, або не змогла повернути м'яч на сторону суперника, або зробила будь-яку іншу помилку, команда-суперник виграє розіграш м'яча з наступними наслідками:
- якщо команда-суперник подавала, вона виграє очко і продовжує подавати;
- Якщо команда-суперник приймала подачу, вона виграє очко і здобуває право подавати.
Якщо команда відмовляється грати після того як була викликана на майданчик або не з'явилася вчасно на майданчику, вона оголошується, що не з'явилася і  їй зараховується поразка з рахунком 0:2 у матчі та 0:21 у партіях.
Розділ 4. Підготовка до матчу, структура гри
Перед розминкою головний  суддя проводить жеребкування в присутності двох капітанів. Переможець жеребкування вибирає: а) право подавати або приймати подачу; б) сторону майданчика, що програв приймає вибір, що залишився. У другій партії програвший жеребкування у першій партії має право вибирати варіанти а) або б). Для вирішальної партії проводиться нове жеребкування.
Не існують заміни або заміщення гравців. Гравці вільні у виборі своїх позицій. Позиції гравців на майданчику невизначені.
Порядок подач повинен зберігатися в процесі партії (як визначено капітаном відразу після жеребкування). Порушення порядку подач визначається, якщо подача не виконується у встановленому порядку. Помилка в порядку подачі карається втратою розіграшу м'яча.
Розділ 5. Ігрові дії
Розіграш м'яча починається зі свистком судді. Однак м'яч перебуває в грі з моменту удару по ньому при подачі. Розіграш м'яча закінчується зі свистком судді. Однак, якщо свисток пішов внаслідок помилки, м'яч перебуває поза грою з моменту здійснення помилки. М'яч вважається «на майданчику», коли він торкається  ігрової поверхні, включаючи обмежувальні лінії.
М'яч вважається «за», коли він: а) падає на майданчик за межами обмежувальних ліній (не зачіпаючи їх);
б) торкається якихось об'єктів за межами майданчику, стелі або людини, що не бере участь у грі;
в) торкається антен, тросів, стійок або сітки за межами обмежувальних стрічок  і антен;
г) повністю перетинає вертикальну площину сітки, цілком або частково перебуваючи за межами площини переходу м'яча через сітку під час подачі або після третього торкання команди.
Слід зазначити, що будь-яка ігрова дія, що суперечить правилам, є ігровою помилкою. Якщо послідовно відбувається дві або більше помилки, зараховується тільки перша. Якщо дві або більше помилки зроблена суперниками одночасно, зараховується ОБОПІЛЬНА ПОМИЛКА і м'яч переграється.
Кожна команда має право виконати максимум три торкання, щоб повернути м'яч через сітку. Торкання команди включають не тільки навмисні торкання м'яча гравцем, але також і ненавмисні торкання м'яча. Коли два гравці однієї команди  торкаються м'яча одночасно, це вважається як два торкання, за виключенням під час блокування.
Якщо два гравці однієї команди одночасно намагаються дотягтися до м'яча, але тільки один торкається його, то це вважається як одне торкання. Якщо гравці при цьому зіштовхуються, то це не вважається помилкою.
М'яча можна торкатися будь-якою частиною тіла. М'яча можна тільки торкнутися, не можна його захопити або кинути. М'яч може відскочити в будь-якому напрямку.
Помилки при грі м'ячем:
чотири торкання: команда торкається м'яча чотири рази, перш ніж
                              повернути м'яч на сторону суперника;
удар з  підтримкою: гравець користується підтримкою партнера по команді або якій-небудь конструкції;
затримка м'яча: гравець не торкається м'яча чисто, виключення становлять захисні дії від сильно спрямованого удару або коли одночасні торкання двох суперників над сіткою приводять до короткочасної «затримки м'яча»;
подвійне торкання: гравець торкається м'яча двічі підряд або м'яч торкнувся різних частин його тіла послідовно.
М'яч, посланий на майданчик суперника, повинен пройти над сіткою в межах площини переходу. Площина переходу — це частина вертикальної площини сітки, обмежена в такий спосіб: а) знизу-верхнім краєм сітки;
б) з боків, антенами їх нім уявлюваним продовженням;
в) зверху-стелею або якимись об'єктами (якщо вони є).
При блокуванні той, що блокує може торкнутися м'яча по іншу сторону сітки, за умови, що він не заважає грі суперника до або під час нападаючого удару.
Подача — це дія, що вводить м'яч у гру, коли гравець, що повинен подавати один по одному подачі, перебуває в зоні подачі й завдає удару по м'ячі однією кистю або рукою.
Гравець, що подає, може вільно пересуватися в межах зони подачі. У момент подачі або відштовхування для подачі в стрибку гравець, що подає не повинен торкатися ні ігрового майданчика (включаючи лицьову лінію), ні поверхні за зоною подачі. Його нога не може перебувати під лінією. Після виконання удару гравець, що подає може наступити або приземлитися за межами зони або у середині майданчика. У випадку коли лінія зрушується разом з піском від ноги гравця, що подає — це не вважається помилкою.
Гравець, що подає повинен ударити по м'ячу протягом п'яти секунд після дозволяючого свистка судді на подачу. Подача, виконана до свистка, скасовується і повторюється. По м'ячу можна вдарити однією кистю або будь-якою частиною руки, після того як м'яч був підкинутий або випущений перше ніж він торкнеться ігрової поверхні. У випадку якщо м'яч, після того як був підкинутий або випущений, приземлився без його торкання або був пійманий гравцем, що подає, це вважається спробою подачі, нова спроба виконання подачі не дозволяється. При подачі партнер гравця, що подає не повинен заважати суперникам, заслоняючи подаючого або траєкторію польоту м'яча. На прохання суперника він повинен відійти у бік. Помилки гравця, що подає які ведуть до переходу подачі до суперника: а) порушує порядок подач; б)не виконує подачу правильно.
Всі дії, що направляють м'яч на сторону суперника, крім подачі та блокування вважаються атакуючими ударами.
Любий гравець може виконати атакуючий удар на будь-якій висоті за умови, що його контакт із м'ячем здійснений у межах його власного ігрового простору.
Помилки при атакуючому ударі:
- гравець торкається м'яча в межах ігрового простору команди-суперника;
- гравець посилає м'яч «за»;
- завершує атакуючий удар, легко торкаючись м'яча відкритою кистю або направляючи м'яч пальцями;
- гравець атакує подачу суперника в момент, коли м'яч повністю перебуває над верхнім краєм сітки.
- гравець виконує атакуючий удар, використовуючи передачу руками зверху, що має траєкторію, не перпендикулярну лінії його плечей, крім випадку, коли він виконує пас своєму партнерові по команді.
Блокування — це дія гравців поблизу сітки, що перепиняє шлях м'ячу, що летить із боку суперника, протяганням руки (рук) або інших частин тіла над верхнім краєм сітки. Торкання на блоці вважається торканням команди. Після блоку команді дозволяється виконати тільки два торкання.
Помилки при блокуванні
- гравець що блокує торкається м'яча у просторі суперника до або одночасно з його атакуючим ударом;
- гравець блокує м'яч у просторі суперника за антеною;
- гравець блокує подачу суперника;
- м'яч від блоку йде «за».
Розділ 6. Тайм-аути і затримки
ТАЙМ-АУТ — це правильне переривання гри, продовжністю 30 секунд. Кожна команда може мати максимум два тайм-аути в партії. Прохання гравці про тайм-аут можуть подавати показом відповідного жесту тільки тоді, коли м'яч перебуває поза грою до свистка, що дозволяє подачу. Тайм-аути можуть надаватися один за іншим без поновлення гри, щоб покинути ігрове поле, гравці повинні одержати дозвіл суддів.
Не правильні дії команди, які затягують продовження гри, є затримкою і включають: а) продовження перерви після вказівки відновити гру;б) повторення неправильного прохання в одній і тій же партії; в)затримка гри (при нормальних ігрових умовах час від закінчення розіграшу м'яча до свистка на подачу неповинне перевищувати 12 секунд). За першу затримку в партії команда карається ПОПЕРЕДЖЕННЯМ ЗА ЗАТРИМКУ.
Друга і наступні затримки будь-якого типи однієї і тією же командою в одній і тій же партії є порушення і призводить до  ЗАУВАЖЕННЯ ЗА ЗАТРИМКУ: програш розіграшу м'яча.
У перших двох партіях команди міняються сторонами після розіграшу кожних десяти очок. У третій вирішальній партії команди міняються сторонами після розіграшу кожних п'яти очок. Перерви між партіями тривають одну хвилину. Під час цих перерв суддя проводить жеребкування.
Розділ 7. Неправильне поводження
Категорії некоректного поводження:
1. Неспортивне поводження: суперечка, залякування тощо.
2.  Грубе поводження: дії всупереч гарному тону або принципам моралі, вираження презирства.
3. Образливе поводження: наклепницькі або образливі слова або жести.
4. Агресія: фізичний напад або навмисна агресія.
В залежно від ступеня некоректного поводження відповідно до рішення судді застосовуються штрафні санкції (вони повинні бути записані до протоколу):
1. попередження за неправильне поводження: за неспортивне поводження покарання не дається, але гравець попереджається про недопустимість такого поводження в цій же партії.
2. покарання за неправильне поводження: за грубе поводження команда карається втратою подачі або суперникові присуджується очко, у випадку його подачі.
3. видалення: повторення грубого поводження карається видаленням. Гравець команди, покараний видаленням, повинен покинути площадку й команда оголошується неповною в даній партії.
4. дискваліфікація: за образливе поводження та агресію гравець повинен покинути майданчик і його команда оголошується неповною на весь матч.
Таблиця 2
| Категорія             | Випадок          | Санкція      | Показ карток | Наслідки                                                |
| Неспортивна поведінка | Перше            | Попередження | Жовта        | Немає покарання                                         |
| Неспортивна поведінка | Друге і подальші | Зауваження   | Червона      | Втрата розіграшу м'яча                                  |
| Груба поведінка       | Перше            | Зауваження   | Червона      | Втрата розіграшу м'яча                                  |
| Груба поведінка       | Друге            | Видалення    | Дві разом    | Команда оголошується в неповному складі. Програш партії |